# Agujeros en el cielo
Agujeros en el cielo es una película española dirigida por Pedro Mari Santos en el año 2003 y estrenada en el año 2004 

## Argumento
Pablo (Ander Lipus), un locutor de una importante cadena de radio, es inducido por una compañera de trabajo para poner dinero con el fin de que unos matones den una paliza a uno de los trepas de la empresa. A los matones se les va la mano y la paliza termina en muerte. Pablo decide dejarlo todo y abandona su puesto de trabajo refugiándose en una emisora de radio local en la ciudad que le vio nacer.